# Франциско Иреник
Франциско Иреник (лат. Franciscus Irenicus, од грч. εἰρηνικός „мирољубив“; Етлинген, 1495. — Геминген, 1553) био је историчар и теолог, присталица Мартина Лутера. Похађао је чувену латинску школу у Пфорцхајму, где му је Филип Меланхтон био школски друг од 1508. до 1509. Као патриота и хуманиста, пише о Немачкој у књизи „Објашњење Немачке“ (лат. Germaniae exegesis), која је угледала светлост дана у Хагенауу 1518. У Гемингену је као носилац предикатуре (проповедничка служба) био управник тамошње латинске школе.

## Биографија
Франциско Иреник је рођен као Франц Фриц у Етлингену 1495. Похађао је престижну латинску школу у Пфорцхајму. Филип Меланхтон му је био школски друг. Уписао је 1510. као Франциско Фриц од Етлингена студије слободних вештина на Хајделбершком универзитету. Током 1512. био је тамо бакалавр. Након што је путовао и пребивао у јужнонемачком простору уписао се маја 1516. као Франциско Фриц Етлингенски на Тибингенски универзитет. Као Меланхтон, који је исто тако студирао у Тибингену, прикључио се тамо хуманистичком кругу некарски другови (лат. Sodales Neccarani). Најкасније у јануару 1517. Иреник се вратио у Хајделберг, где је марта 1517. под именом Франциско Иреник градуиран у магистра. Вилибалд Пиркхајмер је са интересовањем пратио рад младог историчара на Објашњењу Немачке 1517. и потпомагао га са својим познавањем историје. Маркгрофска кућа је и материјално потпомогала опсежан рад. Лутерова Хајделбершка расправа априла 1518. којој је Иреник вероватно присуствовао као слушалац, учинила га је убеђеним присталицом реформације.
Коначно је посведочен у Хајделбергу јула 1519. Од октобра 1519. је каноник у Баден-Бадену и свештеник, а од 1522. дворски и путујући проповедник маркгрофа. Пратио је Филипа I до владе државних сталежа у Еслинген и као реформаторски проповедник иступао овде у августинском манастиру против званичне забране. Папски легат Кампеђо (итал. Campeggio) узалудно је улагао жалбу код надвојводе Фердинанда. Верски едикт маркгрофа Филипа из 1525. дозволио је и свештеницима у маркгрофовији Баден брак. Иреник се још исте године оженио кћерком једног грађанина Еслингена. Тројица синова проистекло је из овог брака. Под заштитом маркгрофа Иреник је беседио 1526. и на Шпајерском сабору. Овог пута је Кампеђов протест код надвојводе имао успеха. Иреник је морао да напусти Шпајер. Пред политичким притиском маркгроф Филип повукао је реформаторске новотарије које је одобрио у Бадену. Од 1530. водио се поново као присталица старе (католичке) цркве.
Марта 1531. Иреник је напустио Баден. Амброзије Бларер и Мартин и Мартин Буцер спречили су да ангажовани лутеран добије у Еслингену слободно пасторско место. На позив Волфа од Гемингена, Иреник је јесени 1531. примио предикатуру при пасторској цркви у Гемингену. У овом месту је посведочен 24. децембра 1531. Током евхаристијског сукоба теолога Иреник је у дебатама у Крајхгауу заступао лутеранско становиште. Као проповедник био је и управник латинске школе у Гемингену основане 1521. Давид Кохаф, који ће се касније звати Давид Хитреј, био је један од његових ђака. Очигледно је да се у теолошким и конфесионалним спорним питањима Иреник касније суздржавао. Тежиште своје делатности видео је у настави у латинској школи, која је под његовим руководством узела замах. Иреник није више напуштао своје пребивалиште у Гемингену. Према натпису на очуваној надгробној плочи умро је 1553.